# Lower Saloum
Lower Saloum är ett distrikt i Gambia. Det ligger i regionen Central River, i den centrala delen av landet, 130 km öster om huvudstaden Banjul. Antalet invånare var 15 446 vid folkräkningen 2013. De största orterna då var Kaur Wharf Town, Kaur Touray Kunda, Ballanghar Kerr Nderry och Kaur Janneh Kunda.